# فخرالدین دهراجی
قاضی فخرالدین دهراجی (قرن ششم هجری) شاعری اهل دهراج از توابع کاشغر بود. خاندان وی در فضل و کمال در خراسان مشهور بودند و او خود نیز از بزرگان عصر خود بود.
این شعر از اوست:
| مهترانی که در جهان هستند |  | همه از جام بخل سرمستند |
| پای احسان خویش نگشادند   |  | دست امکان ما فروبستند  |